# Aleksandr Ankvab
Aleksandr Ankvab (abchazsky Алеқсандр Золотинска-иԥа Анқәаб (Aleksandr Zolotinska-ipa Ankuab), gruzínsky ალექსანდრე ანქვაბი (Alexandre Ankvabi), rusky Александр Золотинскович Анкваб, * 26. prosince 1952, Suchumi) je abchazský politik a podnikatel, který od roku 2011 do 2014 zastával funkci prezidenta Abcházie. Za svého předchůdce Sergeje Bagapše byl předsedou vlády Abcházie a také viceprezidentem Abcházie. Do funkce premiéra se vrátil v roce 2020 po vítězství Aslana Bžaniji v předčasných prezidentských volbách. V roce 2024 v této funkci skončil.
Při volbách 2004 podpořil kandidaturu Sergeje Bagapše po tom, co jeho samotného Volební komise vyloučila. V únoru 2005 si ho Bagapš vybral jako svého předsedu vlády. Tuto funkci zastával až do roku 2010, kdy byl zvolen viceprezidentem. 21. května byl Ankvab vzhledem ke špatnému zdravotnímu stavu prezidenta Bagapše dosazen do funkce prezidenta. Po jeho smrti vyhrál předčasné prezidentské volby a jeho vláda trvala až do roku 2014, kdy pod tíhou protestů obyvatel a po svém útěku ze Suchumi na funkci prezidenta rezignoval.
Ankvab přežil šest atentátů mezi léty 2005–2012. Pachatelé pěti z nich nebyli bezprostředně po činu dopadeni, až teprve po spáchání posledního atentátu byly tyto skutky policií objasněny.

## Biografie
Narodil se 26. prosince 1952 v hlavním městě Abchazské ASSR Suchumi. Jeho otec pracoval jako policista. Většinu dětství strávil na venkově ve vesnici Chuap v okrese Gudauta, přičemž navštěvoval základní a střední školu v Suchumi. Na Rostovské státní univerzitě vystudoval práva a promoval v roce 1974. V roce 1987 ještě vystudoval politické vědy při stranické škole KSSS.
Po ukončení studií v Rostově na Donu pracoval v regionálním výboru abchazského komsomolu, nakonec se stal prvním tajemníkem gudautské pobočky. Zároveň pracoval jako policista a začal se angažovat v politice, jakmile dosáhl hodnosti majora a převzal funkci vedoucího odboru milic (veřejné bezpečnosti) okresu Gudauta. Od roku 1975 do 1981 pracoval na ministerstvu spravedlnosti Abchazské ASSR a poté se odstěhoval do Tbilisi, kde dva roky pracoval v ústředním výboru Komunistické strany Gruzie v administrativních strukturách, kde měl na starosti oblast vědy a ekonomickou analýzu zemědělství. Později se stal náměstkem vedoucího všech administrativních orgánů. V roce 1983 se v 30 letech stal plukovníkem lidových milicí, což mu otevřelo cestu k dalšímu kariérnímu postupu. V té době se též oženil s abchazskou ženou Rimmou Lakobovou, se kterou má dvě děti.
V roce 1984 nastoupil na ministerstvo vnitra Gruzínské SSR, kde byl vedoucím sekce pro záležitosti politické a setrval zde několik let. V květnu 1990, když v Abcházii pokračovaly protigruzínské bouře, požádal o uvolnění z funkce a vrátil se do své domoviny.

### Kariéra v nezávislé Abcházii
V roce 1991 Abcházie jednostranně vyhlásila v rámci sovětských struktur odtržení od Gruzínské SSR a Ankvab byl zvolen poslancem abchazského Nejvyššího sovětu a po vyhlášení nezávislosti Abcházie zastával během válečných let 1992-1993 funkci ministra vnitra a byl členem abchazské státní komise obrany, přičemž se sám osobně účastnil bojů proti gruzínské armádě a vedl jednání o výměně zajatců, čímž zachránil stovky životů na obou stranách konfliktu. Na podzim 1993 byl po skončení bojů jmenován na post ministra spravedlnosti Abcházie. Tehdy se dostal do opozice vůči prezidentovi Ardzinbovi a později i do vážných osobních sporů. To znamenalo jeho konec v Ardzinbově vládě a také odchod z Abcházie. Na šest let se odstěhoval do Moskvy, kde se zabýval podnikatelskou činností. Dále se účastnil významných obchodních, společenských a charitativních akcí a s jeho pomocí se povedlo obnovit abchazskou národní folkovou a taneční skupinu v hlavním městě Ruska. Také sbíral poetická díla a vydal je jako Antologii abchazské poezie. Mezi jeho další aktivity v oblasti abchazského umění patří i vydávání CD abchazských muzikantů spolu s klasickými abchazskými písničkami. Ještě v době svého pobytu v Moskvě založil v Abcházii v obci Chuap - ve svém domě - novou školu.
V roce 2000 se vrátil do Abcházie a založil nové politické hnutí Aitaira (česky: Obrození) jako opoziční sílu vůči prezidentovi Ardzinbovi. V roce 2004 se chystal kandidovat v prezidentských volbách, ale svou kandidaturu byl nucen stáhnout z toho důvodu, že nesplnil nutné podmínky kandidatury, a to bydlet trvale po dobu pěti let před volbami na území Abcházie a umět plynně hovořit abchazsky. Místo toho se tedy rozhodl podpořit jiného opozičního kandidáta, a to Sergeje Bagapše, což se ukázalo jako rozhodující krok v tom, kdo se stane prezidentem.

### Premiér Abcházie
Z tohoto důvodu proto nebylo žádným překvapením, koho nový prezident Bagapš 14. února 2005 jmenuje premiérem. Na Ankvaba byl ale už o čtrnáct dnů později spáchán pokus o atentát, dle názoru prezidenta Bagapše ze strany místních kriminálních živlů, jež se takovýmto způsobem snažily klást odpor snaze nové abchazské vlády zavést v zemi pořádek a potlačit kriminalitu. Ankvab vyvázl nezraněn díky tomu, že v koloně nejel vlastním automobilem, jež bylo zasaženo 17 kulkami, ale cestoval v automobilu místopředsedy vlády Leonida Lakerbaji. Pachatelé však nikdy nebyli dopadeni. Sám Ankvab byl toho názoru, že za atentátem stály kriminální živly, kterým svými reformními kroky znemožnil levně prodávat či pašovat kradené železo nebo ilegálně těžené dřevo v zahraničí prudkým zvýšením vývozních cel na toto a jiné zboží, a nastavil přísná pravidla obchodu. Nařídil proto ministru vnitra, aby proti těmto skupinám tvrdě zasáhl.
Útok na druhého nejmocnějšího muže Abcházie se opakoval o měsíc později dne 1. dubna 2005, když poblíž Suchumi na premiéra i místopředsedu vlády Lakerbaju opět zaútočili neznámí útočníci, pravděpodobně ti samí, co útočili minule. Oba politici vyvázli bez zranění, zraněn byl jen jejich řidič. Na druhý den pak ministerstvo vnitra Abcházie vypsalo odměnu 5000 USD za informace, jež by dovedly vyšetřovatele k pachatelům. Vyšetřování opět nepřineslo žádný výsledek, ale vedoucí vyšetřovacího týmu Džamal Gogija o několik dnů později nastínil tři možné důvody pro páchání atentátů: nechuť zkorumpovaných podnikatelů, kteří v posledních deseti letech enormně bohatli díky slabým zákonům a zkorumpovaným politikům, podvolit se zpřísnění zákonů a práva, dále strach kriminálních živlů ze zamýšlených razií, jež Ankvab oznámil ve veřejném projevu, nebo gruzínské či jiné zahraniční tajné služby snažící se destabilizovat situaci v Abcházii.
Po těchto událostech se Ankvab společně s prezidentem Bagapšem a viceprezidentem Raulem Chadžimbou pustil do práce na politických a společenských reformách, kdy byla společnost i politika postupně uvolňovaná a více demokratizována. To bylo umožněno i tím, že byla víceméně dokončena transformace poválečné abchazské společnosti a vláda pevné ruky jako za vlády prvního prezidenta Ardzinby již nebyla potřebná. Po celou dobu však nebyla navázána žádná spolupráce s gruzínskou stranou. Relativní klid v Abcházii, která začala pomalu rozkvétat díky přílivu ruských turistů, narušil další útok, tentokrát z 20. června 2007 v Novém Athosu, kde na silnici vybuchla dálkově řízená nášlapná mina poté, co do ní při bouřce udeřil blesk. Nikdo nebyl zraněn, neboť na ulici za bouřky nikdo nebyl. K situaci se kromě vládních činitelů vyjádřila i sedmadvacítka abchazských spisovatelů, novinářů a akademiků, kteří nastražení miny považovali za zfušované spiknutí vůči Ankvabovi a připomněli předchozí atentáty. Ministr vnitra Chacija vydal prohlášení, v němž z tohoto útoku podezřívá Gruzíny, které viní ze snahy narušit začínající turistickou sezónu.

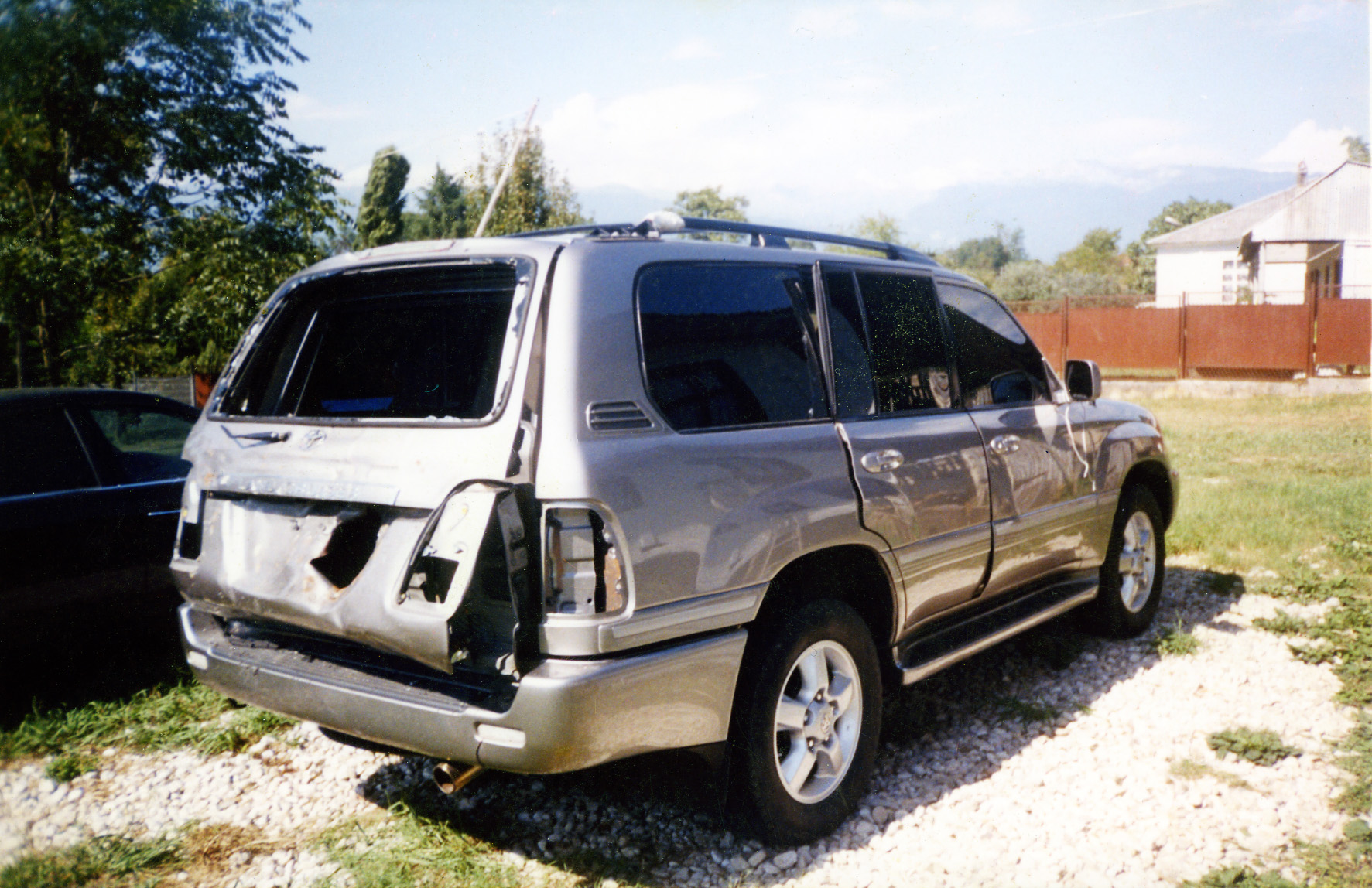
Ankvabův automobil po pokusu o atentát z července 2007

Ať už byl útok skutečně mířený proti premiérovi, nebo nebyl, kolem čtvrt na devět ráno 9. července téhož roku byl na něj spáchán další útok, když byla při cestě do Suchumi poblíž Gudauty a Lychny zasažena z mostu zadní část jeho opancéřovaného automobilu granátometem. Tentokrát již vyvázl se zraněním, když se několik šrapnelů zabodlo do jeho zad a utrpěl otřes mozku. Vedení abchazského státu útoky ostře odsoudilo jako pokus o destabilizaci země s cílem zabránit průchodu reformních kroků vlády a opět z provedení útoku obvinilo pachatele organizovaného zločinu, ztrácejících v Abcházii vliv, a Gruzii. Prezident Bagapš předčasně ukončil návštěvu v Moskvě a obvinil z atentátu opozici. 10. července označil útoky za čistě politicky motivované, tedy že se nejedná o odvetný úder podsvětí, a pohrozil šéfům abchazských bezpečnostních složek, že je odvolá z funkcí, nebude-li atentát do deseti dnů řádně prošetřen a viníci nalezeni. Své vlastní vyšetřování provedl i abchazský parlament a ministr vnitra vypsal odměnu 500 tisíc rublů za informace vedoucí k dopadení pachatelů. Na tyto útoky reagovaly i orgány v Tbilisi, které vyjádřily slovy předsedy parlamentu Konstantina Gabašviliho podezření, že za útokem na Ankvaba stály ruské tajné služby, kterým začal překážet a snažily se ho zbavit, neboť Kreml začal otevřeně podporovat viceprezidenta Raula Chadžimbu, jenž ztrácel v zemi vliv, třebaže i on tvrdě útoky odsoudil, navíc se Ankvab snažil provést přísný soupis veškerého majetku republiky Abcházie a přísnou kontrolu s jeho nakládáním, stejně tak začal spolu s Bagapšem vyšetřovat ilegální odprodej nemovitostí (převážně vyhnaných Gruzínů z války z let 1992-1993) a nezákonné transakce mezi Abcházií a ruskými firmami. Ankvab se po uzdravení odmítl k věcem vyjadřovat a též odmítl své údajné výroky, že za útokem mohli stát gruzínští agenti, které publikoval gruzínský tisk, jmenovitě tbiliský ruskojazyčný deník Svobodnaja Gruzíja. Ankvab popřel, že by po atentátu absolvoval jakýkoliv rozhovor s gruzínskými novináři a jejich způsoby odsoudil jako neetické. Vyšetřovatelé však mezitím ve spolupráci s ruskou policií zúžili okruh organizátorů, k čemuž vydal Bagapš 3. srpna prohlášení, že se osobně účastní vyšetřování, a výsledky budou zveřejněny, až budou všechny důkazy na 150 % potvrzeny.
Za jeho premiérování též došlo k válce v Jižní Osetii, během níž dokázali Abchazové vyhnat gruzínské vojáky ze soutěsky Kodori, a následně k uznání nezávislosti Ruskem a několika málo dalšími zeměmi.

### Viceprezident Abcházie
V roce 2009 se konaly prezidentské volby. Do nich už Bagapš nekandidoval znovu společně s opozičním lídrem Chadžimbou, ale na post viceprezidenta nominoval právě Ankvaba. Ankvab tedy musel 11. listopadu jakožto kandidát na viceprezidenta v souladu s ústavou přerušit své působení jako premiér a své pravomoci přenechal místopředsedovi vlády Leonidu Lakerbajovi, tedy dva dny poté, co oficiálně odstartovala předvolební kampaň. Svou kampaň vedl v duchu připomenutí všech věcí, které se vládě povedly, a odmítl nereálné sliby opozice jako např. zvýšení mezd zdravotníků či učitelů na 20 tisíc rublů, tedy skoro na dvojnásobek. Lakrbaja též podpořil Bagapše s Ankvabem připomínkou, že během jejich vlády došlo ke vzrůstu penzí až na šestinásobek, k velkému populačnímu růstu a pochválil též výsledky sociální politiky. Volby nakonec Bagapš s Ankvabem vyhráli už v prvním kole, když získali přízeň 59,37 % voličů.
Ankvab tedy s Bagapšem absolvoval prezidentskou přísahu dne 12. února 2010. Následující den pak podal demisi na premiéra Abcházie, jeho nástupcem se stal na tomto postu dosavadní ministr zahraničí Sergej Šamba. V tomto funkčním období se snažil spolu s Bagapšem o těsnější spolupráci s Ruskem. Též došlo k uklidnění situace v neklidném okresu Gali, kde bylo po čase možné překračovat hraniční přechod do Gruzie. 23. září 2010 přibližně ve dvě hodiny ráno byl na něj opět spáchán atentát, když neznámí pachatelé zaútočili raketou, vystřelenou z RPG-26, na střechu jeho dvojpodlažního domu v Gudautě. Ankvab utrpěl lehká zranění na noze a paži. Z útoku byl opět viněn organizovaný zločin, jenž takto „ocenil“ jeho práci na potírání zločinu během svého vládního angažmá. Byl to již pátý atentát za posledních pět let, přičemž dosud nebyl dopaden žádný pachatel.
Po náhlé smrti prezidenta Bagapše 29. května 2011 se dočasně ujal funkce prezidenta a zahájil ihned kandidaturu do předčasných prezidentských voleb, tentokrát již splnil ústavou dané nároky. Během kampaně byl na něj plánován další atentát, když se 17. srpna účastnil předvolebního mítinklu v Alachadzy v okrese Gagra. Ten se nakonec neodehrál. Během předvolební kampaně se totiž dostal do ostrého sporu s protikandidátem Sergejem Šambou, jenž 15. srpna zveřejnil nahrávku s rozhovorem s bývalým gruzínským členem vojenské rady (převzala moc po prvním gruzínském prezidentovi Gamsachurdiovi) Tengizem Kitovanim, který velel během války v Abcházii v letech 1992-1993 gruzínským vojskům, kde tvrdil, že Aleksandr Ankvab tenkrát spolupracoval s gruzínskou rozvědkou. Šamba požadoval ihned zahájit vyšetřování Ankvabových činů během konfliktu, zatímco sám Ankvab tato tvrzení označil za špinavou očerňovací kampaň. I přesto byl Ankvab 27. srpna s 54,86% ziskem hlasů zvolen prezidentem, k čemuž mu gratuloval jeho ruský protějšek, zatímco Gruzie a EU výsledek voleb odmítly uznat.

### Prezident Abcházie

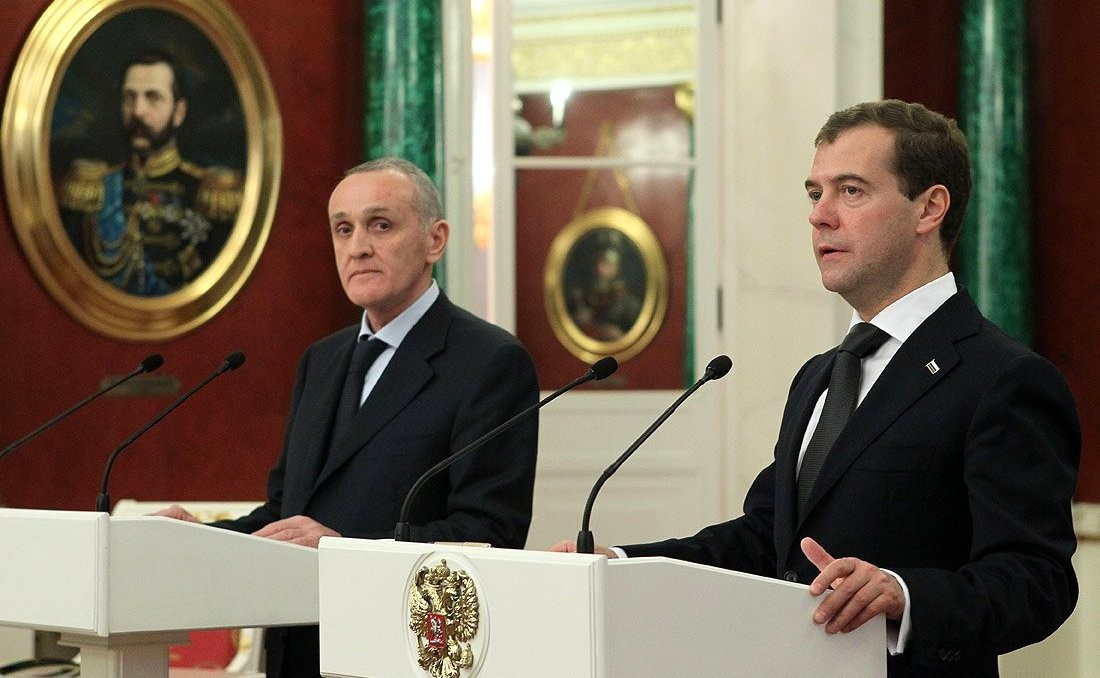
Aleksandr Ankvab při jednání s ruským prezidentem Dmitrijem Medvěděvem v Kremlu 6. října 2011

26. září 2011 byl slavnostně inaugurován a složil prezidentský slib, třebaže funkci prezidenta fakticky vykovával již od 29. května 2011 po náhlé smrti svého předchůdce. Premiérem jmenoval svého dlouholetého spolupracovníka Leonida Lakerbaju. Na začátku jeho prezidentování na něj byly učiněny hned další dva pokusy o atentát. První případ se měl odehrát už v listopadu ve vesnici Primorskoje u Gudauty na silnici směrem do Aaců. Útočníci však útok vzdali, neboť si údajně nezajistili jistotu úniku z místa činu. Pravděpodobně titíž lidé pak učinili v lednu 2012 další pokus, kdy nastražili na silnici u vesnice Kulanyrchva u Gudauty bombu, která však byla špatně načasovaná a nikoho neohrozila.

#### Pokus o atentát (2012) a protiteroristická razie v Abcházii
Třetí pokus o atentát na prezidenta, a celkově šestý pokus o jeho život (co do škod a počtu mrtvých/zraněných i nejvážnější), se odehrál 22. února 2012 rovněž u Kulanyrchvy. Tehdy vybuchla nastražená mina při průjezdu prezidentského konvoje směrem do Suchumi a následně na jeho vůz dopadly střely z granátometů a samopalů. Ankvab vyvázl z útoku nezraněn, ale dva členové jeho ochranky zemřeli a třetí skončil s vážnými zraněními v nemocnici. Útok přišel v předvečer parlamentních voleb, dle názoru vlády jako odveta podsvětí za Ankvabovu snahu o vymýcení všudypřítomné korupce a kriminality. Ankvab z tohoto zločinu obvinil mafii a na ni napojené politické kruhy. Začalo okamžité vyšetřování, jež za dva měsíce přineslo první výsledky. 12. dubna bylo z podílnictví na přípravě atentátu zatčeno šest lidí, z nichž čtyři (vlivný podnikatel Anzor Butba, dále Alchas a Timur Chutabovi a Ramzi Chašig) soud poslal do vazby.
Vyšetřování nabralo strmý spád a 17. dubna šla abchazská policie zatknout bývalého ministra vnitra, bývalého šéfa prezidentské ochranky a také jednoho z kandidátů na viceprezidenta v týmu Beslana Butby z roku 2009 Almasbeje Kčače, o němž měla důkazy na přípravě atentátu. Avšak toho našli v jeho bytě v Gagře mrtvého - zastřelil se ze strachu před vězením. Téhož dne byl ve vesnici Chypsta zatčen další podezřelý, Murtaz Sakanija, jenž se rovněž pokusil o sebevraždu, ale nepovedlo se mu způsobit si vážná zranění. Mezitím se jeden ze čtyř obviněných, Timur Chutaba, ve vazební věznici oběsil. Soud následně poslal do vazby i Sakaniju a potvrdil vazební stíhání zbylé trojici, která se při výsleších přiznala k činům, z nichž byla obviněna. Na seznam zatčených záhy přibyl i Edlar Čitanava z vesnice Durypš, jenž patřil do okruhu podezřelých již při vyšetřování atentátů z roku 2007. 20. dubna bylo vyhlášeno celostátní pátrání i po Rušbejovi Barcicovi, spolumajiteli kovošrotu v Durypši a obchodnímu partnerovi Butby. 4. května byl zatčen též bratr Edlara Čitanavy, Edgar, jenž se před policií několik dní ukrýval v lesích poblíž Durypše a měl u sebe pistoli TT-33 se zásobou munice.
V následujících dnech byl zatčen ještě Tamaz Barcic, jenž byl podezřelý už z atentátů z roku 2007, a bylo vyhlášeno celostátní pátrání po Astamuru Chutabovi z obce Blabyrchva. V Durypši byl zatčen i bratranec Čitanavových Rustan Gicba, na jehož dopadení se podíleli i přizvaní ruští experti, kteří nalezli v jeho domě velký sklad ilegálně držených zbraní, včetně granátometů použitých při atentátech, protiletadlové zbraně, množství výbušnin a plamenomet. Rustan Gicba je bratr imáma Hamzata Gicby, jenž bojoval během války v letech 1992-1993 v čečenském praporu teroristy Šamila Basajeva a byl spolupachatelem únosu panamské lodi v Černém moři čečenskými teroristy v roce 1996. Hamzat Gicba byl nakonec v roce 2007 zavražděn v Gudautě.
15. května byli Alchas Chutaba, Ramzi Chašig a Anzor Butba obviněni z pokusu o vraždu hlavy státu a vražd policistů, dále ze zločinného spolčení. Prokurátor též umístil na seznam mezinárodně hledaných zločinců jednoho z nejbohatších abchazských podnikatelů a vzdáleného příbuzného prvního abchazského prezidenta Pavla Ardzinbu, jenž byl podezřelý z přípravy atentátu na Ankvaba v roce 2012 i v roce 2007, kromě toho též z atentátu na starostu Picundy Beslana Ardzinbu, ale uprchl ze země. 22. května byly policií nalezeny další sklady zbraní a munice v Durypši, Džirchvě a Bzybu na základě výslechu Rustana Gicby. V souvislosti s vyšetřováním všech osob, jimž byla prodloužena vazba na dalších šest měsíců, byly policií 12. června otevřeny staré a neobjasněné případy jako sabotáže abchazských železnic v Suchumi v roce 2009, pokus o atentát na předáka abchazských muslimů Salicha Kvaraccheliu z 10. července 2010 a vražda R. Cocoriji z 5. července 2011.
V té době vydala ruská národní protiteroristická centrála prohlášení, že Gicba i bratři Čitanavovi byli zakladateli buňky teroristického uskupení Kavkazský emirát, zvané „Abchazský džamaat,“ které předsedal Gicba Jejím cílem bylo mimo jiné páchat teroristické útoky na připravované zimní olympijské hry v Soči. Ruští vyšetřovatelé v Plastunce u Soči nalezli prázdný muniční sklad, jenž byl připravený na uskladnění zbraní pro zamýšlené teroristické útoky. Abchazové považovali tyto závěry za unáhlené, protože vinily bývalého ministra vnitra Kčače z napojení na tyto teroristy. Tajemník bezpečnostní rady státu Abcházie Stanislav Lakoba označil atentát z února 2012 za pokus o převrat a podle něj měly být zbraně z Plastunky po atentátu na Ankvaba propašovány do Soči. Za to byly již v dubnu v Adleru zatčeny a uvězněny tři osoby abchazské národnosti. Dle ruské protiteroristické jednotky byl atentát na Ankvaba organizován přímo hlavou Kavkazského emirátu Dokkou Umarovem, s nímž úzce spolupracovaly gruzínské tajné služby. K skupině atentátníků též přičlenila osobu, jež byla v únoru zatčena v Abcházii za pašování 300 kusů rozbušek do výbušnin z Tbilisi přes Turecko. Účast Gruzie na těchto zločinech i tvrzení ruských protiteroristických jednotek rázně odmítl náměstek gruzínského ministra zahraničí Sergi Kapanadze jako naprosto absurdní.
5. června 2013 bylo ukončeno vyšetřování a vrchní prokurátor Abcházie Safarbej Mikanba oznámil obvinění zatčené osmice z přípravy atentátu na prezidenta, z vraždy dvou členů jeho ochranky, z banditismu, z organizování a vedení nepovolené ozbrojené skupiny a z nelegální výroby a držení zbraní a výbušnin. Všichni obžalovaní až na jednoho se k činům přiznali. Atentát z února 2012 byl dle obžaloby organizován Anzorem Butbou a bývalým ministrem vnitra Almasbejem Kčačem na objednávku Pavla Ardzinby, jenž pachatelům nabídl odměnu 7 milionů rublů. Prokurátor vznesl obvinění vůči bratrům Čitanavovým za atentáty z roku 2007, přičemž Edgar Č. stál v pozadí atentátu na Ankvaba i v roce 2011 a na Beslana Ardzinbu v roce 2009 - v obou případech na objednávku Pavla Ardzinby. Edlar Čitanava byl obviněn z přípravy atentátu na Beslana Ardzinbu z roku 2007 a Edgar Čitanava spolu s Rustanem Gicbou si dále vyslechli obvinění z přípravy teroristického útoku a z umístění náloží na abchazskou železniční trať u Suchumi v roce 2009 na příkaz Kavkazského emirátu.
5. listopadu 2013 začal soud s organizátorem atentátu Anzorem Butbou i zbytkem obžalovaných. Případ se u soudu vlekl více než jeden rok a mezitím byl Butba propuštěn z vazby na kauci kvůli údajně špatnému zdravotnímu stavu. Ankvab začátkem roku 2015 označil pomalost soudu za pokus úřadů případ ututlat a vyslovil podezření, že smyslem převratu v roce 2014 bylo mimo jiné zajistit pachatelům atentátů propuštění na svobodu, jakožto podporovatelů opozice.
Soudní řízení však ve skutečnosti pokračovalo dál a dne 22. března 2016 generální prokurátor republiky Abcházie zveřejnil návrhy trestů pro pachatele: pro Alchase a Astamura Chutabovy a Ramzi Chašiga doživotí; pro Anzora Butbu, Edgara a Edlara Čitanavovy trest odnětí svobody na 20 let; pro Rustana Gicbu trest odnětí svobody na 16 let; pro Tamaze Barcice trest odnětí svobody 11 let; pro Murtaze Sakaniju trest odnětí svobody 8 let. Prokurátor původně žádal doživotní trest i pro Anzora Butbu, ale kvůli jeho pokročilému věku přes 65 let smí dle zákona požadovat nejvýše 20letý trest odnětí svobody.
Dne 11. dubna 2017 zazněly po čtyřech letech a 200 soudních líčení u Nejvyššího soudu Republiky Abcházie za pokus o vraždu hlavy státu, za vraždy Tengize Pandariji a Remzika Cugby, příslušníků prezidentské ochranky, a za ostatní související trestné činy tyto rozsudky: Ramzi Chašig a Astamur Chutaba byli odsouzeni na 20 let odnětí svobody, Alchas Chutaba byl odsouzen na 19 let odnětí svobody, Edlar Čitanava na 15 let odnětí svobody, Edgar Čitanava na 14 let odnětí svobody, Rustan Gicba na 9 let odnětí svobody a Murtaz Sakanija na 4 roky odnětí svobody (byl však propuštěn, trest si odpykal ve vazební věznici). Tamaz Barcic byl zproštěn všech obvinění. Soud též dokázal vinu Almasbeji Kčačovi, který před svým zatčením spáchal sebevraždu, ze zločinného spolčení a z organizace čtyř ze šesti atentátů, jehož komplici byli Chašig a bratři Chutabovi. Po jednom z hlavních obžalovaných, Anzoru Butbovi, bylo 20. března toho roku vyhlášeno znovu pátrání s příkazem k zatčení z důvodu jeho ustavičného nedostavování se k soudu, prodlužování líčení a porušování dohody o stíhání na svobodě. Jeho advokát žádal pro Butbu přerušení soudního líčení, dokud se zcela nevyléčí z rakoviny prostaty, kterou léčil v Soči. Nové líčení s Butbou tedy dosud neproběhlo.
V roce 2017 se domů vrátil Pavel Ardzinba, který byl dosud stíhán z organizace atentátů jako uprchlý, když se skrýval neznámo kde, ale 26. září byl spatřen zatčený v budově generálního prokurátora Republiky Abcházie poté, kdy se dobrovolně vydal abchazské policii. Ardzinbovi byl odňat statut uprchlého pod podmínkou, že neopustí znovu Abcházii, a byl vyšetřován na svobodě. Pavel Ardzinba se však soudního procesu nedožil, neboť byl dne 13. prosince 2017 neznámými pachateli zastřelen palbou ze samopalů při jízdě automobilem kousek od mostu přes řeku Gumistu.

#### Politická krize a politický pád
19. června 2012 navštívil Abcházii český velvyslanec v Gruzii PhDr. Ivan Jestřáb a s Aleksandrem Ankvabem probíral jednak stav abchazské země i možnosti obchodní spolupráce Abcházie a České republiky. Českému velvyslanci sdělil, že „Nikdy se nevrátíme do Gruzie a chceme, aby si to naši partneři uvědomili.“ Ankvab dál sledoval se zájmem výsledky parlamentních voleb v Gruzii a komentoval úspěch Gruzínského snu: „Je-li Gruzínským snem znovu získat Abcházii do svého lůna, je tento sen iluzorní. Pokud je Gruzínským snem budování dobrých a rovných sousedských vztahů, pak je to dobrý sen.“ V té době vedl Ankvab též mnoho jednání s ruským protějškem Vladimirem Putinem. Na tiskové konferenci 22. března 2013 vysvětlil, že od Ruska získala Abcházie finanční pomoc ve výši až 10 miliard rublů a že se nejedná, s výjimkou 2miliardového úvěru na rekonstrukci železnice, o dluh, který by museli Abchazové splácet. 2miliardový dluh hájil podobně jako jeho předchůdce Bagapš argumentem, že bez této rekonstrukce by již dávno nebyla schopna jako jedna z tepen dopravy v Abcházii fungovat.
Ankvab měl jako prezident jednu velkou slabinu, a to neochotu komunikovat s médii. Toho začali využívat jeho političtí oponenti a v říjnu 2013 přišel útok od právě odvolaného předsedy bezpečnostní rady státu Stanislava Lakoby, jenž ho obvinil z uchvácení moci a vyjádřil nesouhlas s řešením otázky abchazského občanství Gruzínům žijících v okrese Gali, kteří si zároveň v rozporu se zákonem drželi gruzínské občanství. Coby jeden z dodavatelů materiálu pro výstavbu olympijských sportovišť v Soči se účastnil slavnostního zahájení Zimní olympijské hry 2014 v Soči a po jejich skončení podpořil obyvatele Krymu v uspořádání referenda. V této době se též aktivizovala opozice, jež byla nespokojená s Ankvabovou přílišnou snahou o integraci s Ruskou federací, obávala se přílišného vlivu Rusů na dění v Abcházii, vyčítala mu též jeho selhání v boji proti korupci, nenaplnění slibů, že olympijské hry v Soči přinesou Abcházii nárůst příjmů v cestovním ruchu a místo toho rostla chudoba a nezaměstnanost, a konečně příliš liberální postup vůči Gruzínům v okrese Gali, kterým byl vydáván abchazský pas (a dáno volební právo i právo kandidovat ve volbách) navzdory faktu, že se odmítali vzdát gruzínského občanství, což Ankvabův rival Raul Chadžimba označil za politický šlendrián a kupování voličů.
Opozice v parlamentu na konci dubna předložila Ankvabovi ultimátum, v němž požadovala podniknout radikální reformy, odvolání generálního prokurátora a rozpuštění vlády, což Ankvab odmítl udělat. Tehdy se aktivizovala i společnost a začalo to v Abcházii vřít. 27. května 2014 se v Suchumi shromáždil desetitisícový dav demonstrantů a podporovatelů opozice, kteří obklíčili vládní budovy a obsadili televizní vysílač, a požadoval zvýšit kontrolu nad ruskou finanční pomocí a slibovaný boj proti korupci. Do Abcházie přijeli i ruští vyjednavači v čele s Vladislavem Surkovem. Protestující dav napadl o den později i prezidentovo sídlo. Prezident Ankvab před vzbouřeným davem utekl, ukončil narychlo uspořádané jednání s opozicí a prohlásil jejich akci za puč. Následně Ankvab uprchl ze Suchumi do Gudauty, kde se uchýlil do bezpečí, zatímco v Suchumi reálně převzala moc opozice v čele s Raulem Chadžimbou, který zatím sestavil novou vládu. 29. května proběhlo v parlamentu hlasování. Poté, co Ankvab odmítl rezignaci, byl bez řádného impeachmentu zvolen úřadujícím prezidentem Valerij Bganba a byl oznámen termín předčasných prezidentských voleb na 24. srpen 2014.
30. května 2014 byl Ankvab v Gudautě hospitalizován kvůli hypertenzi (tento problém neměl poprvé) a byl z bezpečnostních důvodů vzat pod ochranu tamních ruských vojáků. 31. května 2014 se Valerij Bganba ujal funkce prezidenta, přičemž byl tento krok ospravedlněn neschopností Ankvaba vykonávat nadále úřad prezidenta. Ankvab se pak o den později, tedy 1. června 2014, rozhodl „v zájmu stability Abcházie“ rezignovat na svůj úřad. O další den později následoval Ankvaba i premiér Leonid Lakerbaja a vzdal se svého postu. Opozice zaručila Ankvabovi bezpečí a možnost kandidovat v mimořádných prezidentských volbách, které byly vypsány na 24. srpna 2014. Ankvab vyzval v prohlášení své voliče, aby zachovali klid a zrušili plánovanou demonstraci na jeho podporu.

### Život po opuštění prezidentského úřadu
Po svém odchodu z prezidentské funkce se Ankvab rozhodl Abcházii opustit, neboť už neměl nárok na státní ochranku. Přestěhoval se proto do Moskvy, odkud se pokoušel ovlivňovat bouřlivou politickou situaci ve své vlasti. Aleksandr Ankvab nakonec v předčasných volbách vůbec nekandidoval, ačkoliv dostal tu možnost. Poprvé se na veřejnosti od své rezignace objevil až 31. července 2014 v Moskvě a v nadcházejících volbách podpořil Chadžimbova protikandidáta generálmajora Aslana Bžaniju. Bžanija však ve volbách skončil na druhém místě se ztrátou 14 tisíc hlasů a vyhrál Raul Chadžimba, jenž se stal oficiálním Ankvabovým nástupcem.
Ankvab tedy musel v Moskvě žít po další dva roky.

#### Poslanec Abchazského lidového shromáždění
V roce 2017 se v Abcházii konaly parlamentní volby a v únoru toho roku iniciativní skupina nominovala Aleksandra Ankvaba jako kandidáta pro gudautský volební obvod č.18. Ankvab se v té době vrátil do Abcházie a ihned zahájil předvolební kampaň. Podporu získal ve hnutí Amcachara a v nadaci Apra, které vydaly společné prohlášení k jeho podpoře v reakci na kritiku Chadžimbova Fóra pro Jednotnou Abcházii. Ankvabův návrat na abchazskou politickou scénu dle politických analytiků novin Rosbalt měl souviset s jeho možnou budoucí roli v následujících prezidentských volbách v roce 2019, neboť mnoho jeho potenciálních voličů patří ke zklamaným voličům Chadžimby, jenž neplnil své předvolební sliby. Ankvabovu kandidaturu na prezidenta v roce 2019 však vylučovala Ústava Abcházie, neboť v roce 2019 Ankvab přesáhne věkový limit 65 let, tedy přímý střet se svým hlavním politickým protivníkem nenastane a nebude otřesena ani stabilita politické situace Abcházie.
Dne 12. března byl Aleksandr Ankvab se ziskem 52 % hlasů v prvním kole zvolen poslancem Abchazského lidového shromáždění.
V prezidentských volbách v roce 2019 veřejně podpořil Olega Aršbu, jednoho z kandidátů.

### Podruhé premiér Abcházie
V roce 2020 se předešlé volby v z roku 2019 musely zopakovat následkem nepokojů, neboť Nejvyšší soud Abcházie zrušil platnost jejich výsledků. Nepokoje tehdy téměř zkopírovaly průběh nepokojů, které ho odstranily z funkce prezidenta o šest let dříve. Ankvab po vyhlášení předčasných voleb působil ve volebním týmu opozičního kandidáta Aslana Bžaniji, jenž volby nakonec vyhrál. Bžanija po svém zvolení oznámil, že premiérem bude Aleksandr Ankvab a do této funkce ho jmenoval dne 24. dubna 2020, den po své inauguraci.
Dne 30. prosince 2020 bylo dle rozboru vzorku odebraného o den dříve zjištěno, že je Aleksandr Ankvab nakažen virem covid-19. Zpočátku měl mírný průběh nemoci a pokračoval ve své práci na dálku v izolaci od ostatních. Avšak 8. ledna 2021 bylo oznámeno, že se premiérův zdravotní stav prudce zhoršil a 5. ledna byl hospitalizován s těžkými dýchacími potížemi v nemocnici v Gudautě. O dva dny později bylo rozhodnuto, že léčbu podstoupí na jednotce intenzivní péče specializované kliniky v Moskvě, kam byl letecky transportován. Ve funkci premiéra ho zatím zastoupil z rozhodnutí prezidenta Bžaniji místopředseda vlády a ministr financí Vladimir Dělba. Těžký průběh infekce nakonec Ankvab překonal a po čtyřech měsících se dne 12. dubna 2021 vrátil do funkce.
19. listopadu 2024 prezident Aslan Bžanija rezignoval na funkci prezidenta na základě dohody s představiteli opozice, kteří proti němu vedli mohutné protesty a bouře a obsadili vládní budovy z důvodu, že Bžanija chtěl prosadit pro Abcházii a jeho obyvatele nevýhodnou dohodu s Ruskou federací, která by umožňovala zahraničním osobám skupovat majetky v Abcházii ve velkém a závažně by poškodila zájmy domácího obyvatelstva. Dle této dohody skončil ve funkci i Aleksandr Ankvab, jehož nahradil Valerij Bganba.